# Charles Caryl Coleman

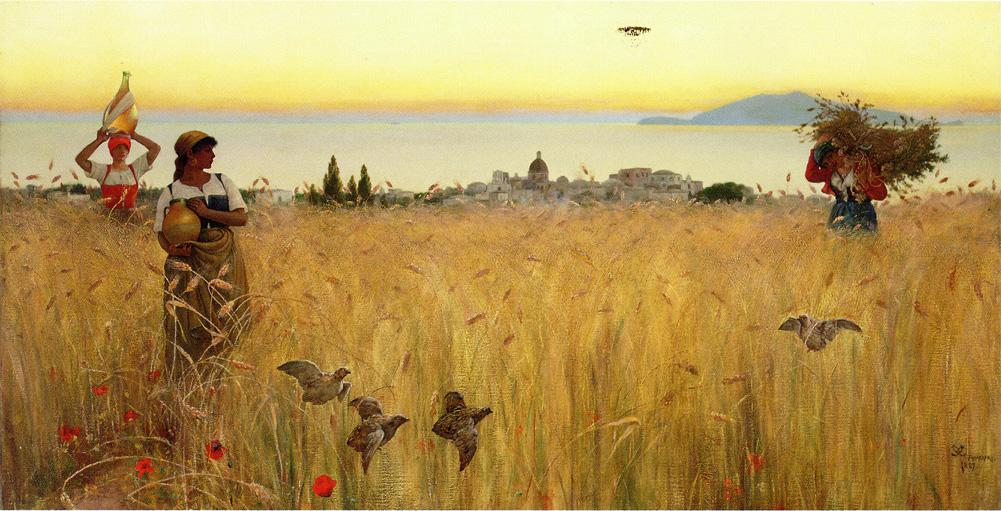
Women in the Wheat Fields, Anacapri (1887) fue vendido en una subasta de Christie en 2004 por US$600,000.

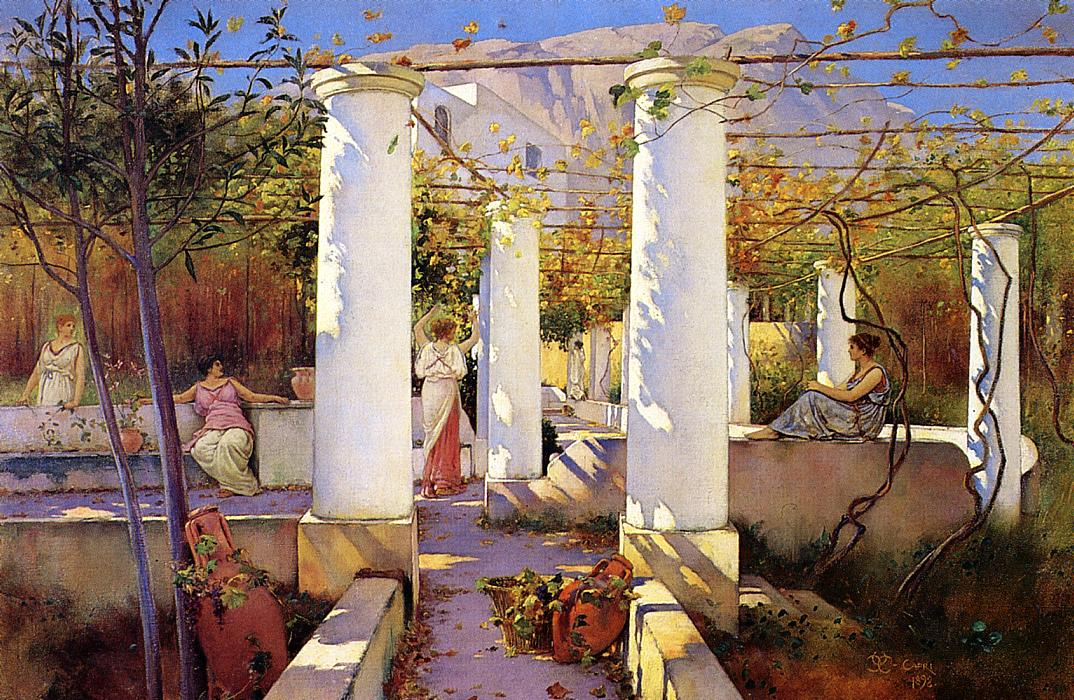
In the Shade of the Vines, Capri (1898)

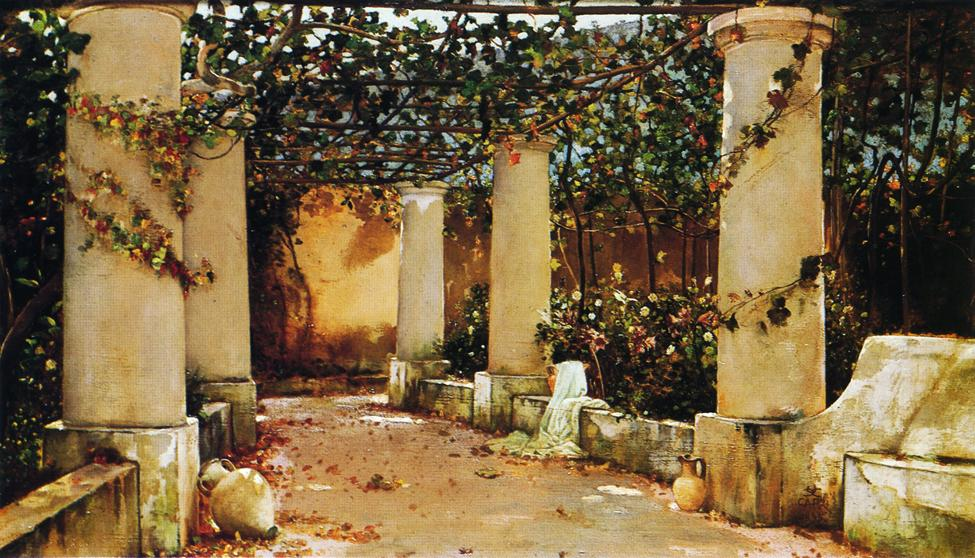
The Villa Castello, Capri (1895)

Charles Caryl Coleman (Búfalo, Nueva York 1840–1928, Capri, Italia) fue un pintor estadounidense. Estudió arte con Andrew Andrews y W.H. Beard en la década de 1850, viajando a profundizar sus estudios a París en 1859 por mandato de su profesor y gran influencia para él, Thomas Couture, y aunque regresó en 1861 para enlistarse en el ejército, vuelve a Francia en 1866, asentándose luego en Italia.